# Lachnum apalum
Lachnum apalum är en svampart som först beskrevs av Berk. & Broome, och fick sitt nu gällande namn av John Axel Nannfeldt 1936. Lachnum apalum ingår i släktet Lachnum och familjen Hyaloscyphaceae.  Arten är reproducerande i Sverige. Inga underarter finns listade i Catalogue of Life.